# كأس إسكتلندا 1985–86
كأس اسكتلندا 1985–86 (بالإنجليزية: 1985–86 Scottish Cup)‏ هو موسم من كأس اسكتلندا. فاز فيه نادي أبردين.